# Dürrnberg (Bad Steben)
Dürrnberg ist ein Gemeindeteil des Marktes Bad Steben im Landkreis Hof (Oberfranken, Bayern). Dürrnberg liegt in der Gemarkung Thierbach.

## Geografie
Der Weiler Dürrnberg gehören drei weitere Anwesen, die gut einen Kilometer südlich liegen. Im Westen grenzt der Gerlaser Forst an. Das Gelände steigt zum 729 m hohen Spitzberg an. Eine Gemeindeverbindungsstraße führt nach Bobengrün zur Staatsstraße 2198 (1,9 km nördlich) bzw. nach Lippertsgrün zur Kreisstraße HO 28 (2,4 km südlich).

## Geschichte
Dürrnberg gehörte zur Realgemeinde Christusgrün. Gegen Ende des 18. Jahrhunderts bestand Dürrnberg aus sieben Anwesen (3 Gütlein, 4 Tropfhäuser). Die Hochgerichtsbarkeit sowie die Grundherrschaft über sämtliche Anwesen hatte das bayreuthische Kasten- und Richteramt Lichtenberg.
Von 1797 bis 1810 unterstand Dürrnberg dem Justiz- und Kammeramt Naila. Infolge des Ersten Gemeindeedikts wurde Dürrnberg dem 1812 gebildeten Steuerdistrikt Marxgrün und der zugleich entstandenen die Ruralgemeinde Thierbach zugewiesen. Im Zuge der Gebietsreform in Bayern wurde Dürrnberg am 1. Januar 1972 nach Bad Steben eingemeindet.

### Ehemaliges Baudenkmal
- Haus Nr. 9: Eingeschossiges, verputzt massives Wohnstallhaus mit Satteldach, wohl frühes 19. Jahrhundert; vorderer Giebel mit geteilter Schalung.[7]

### Einwohnerentwicklung
| Jahr      | 001799 | 001819 | 001861 | 001871 | 001885 | 001900 | 001925 | 001950 | 001961 | 001970 | 001987 | 002013 |
| Einwohner | 34     | 47     | 60     | 53     | 50     | 44     | 52     | 47     | 32     | 21     | 13     | 12     |
| Häuser    | 7      |        |        |        | 9      | 9      | 10     | 10     | 9      |        | 9      |        |
| Quelle    | [ 9 ]  | [ 5 ]  | [ 10 ] | [ 11 ] | [ 12 ] | [ 13 ] | [ 14 ] | [ 15 ] | [ 16 ] | [ 17 ] | [ 18 ] |        |

## Religion
Dürrnberg ist seit der Reformation evangelisch-lutherisch geprägt und bis heute nach St. Walburga (Untersteben) gepfarrt (seit 1910 ist die Lutherkirche (Bad Steben) die Hauptkirche) und gehört zu deren Tochterkirchengemeinde St. Paul (Bobengrün).